# Kausche
Kausche (in lusaziano inferiore Chusej) è una frazione della città tedesca di Drebkau.

## Storia
Già comune autonomo, venne aggregata alla città di Drebkau nel 1996.